# Merodon teruelensis
Merodon teruelensis är en tvåvingeart som först beskrevs av Goot 1966.  Merodon teruelensis ingår i släktet narcissblomflugor, och familjen blomflugor.
Artens utbredningsområde är Spanien. Inga underarter finns listade i Catalogue of Life.